# Buschbach (Swist)
Der Buschbach (im Oberlauf auch Demmersgraben oder Mönchgraben) ist ein gut 8 km langer, rechter Nebenfluss der Swist im nordrhein-westfälischen Rhein-Sieg-Kreis.
Der Buschbach ist ein kiesgeprägter Tieflandbach.

## Geographie

### Verlauf
Der Buschbach entspringt etwa 1 km nördlich der Rheinbacher Ortschaft Flerzheim auf einer Höhe von 182 m ü. NHN.
Der Bach fließt vorwiegend in nordwestlicher Richtung.
Er fließt an Buschhoven vorbei, unterquert dort die B 56, umfließt die Ortschaft Dünstekoven und mündet schließlich dort auf 134 m ü. NHN von rechts in den Erft-Zufluss Swist.
Auf seinem 8,2 km langen Weg erfährt der Bach ein Gefälle von 48 Metern, was einem mittleren Sohlgefälle von 5,8 ‰ entspricht.

### Einzugsgebiet
Das rund 22 km² große Einzugsgebiet des Buschbachs erstreckt sich über die Jülich-Zülpicher Börde und wird durch ihn über die Swist, die Erft und den Rhein in die Nordsee entwässert.
Es grenzt im
- Norden und Osten an das Einzugsgebiet des Rheins mit seinen Zuflüssen Hardtbach und Alfterer Bornheimer Bach sowie
- Süden und Westen an das der Swist mit dem Mühlengraben.

Im Einzugsgebiet dominieren landwirtschaftliche Nutzflächen. Bei Buschhoven durchfließt der Buschbach ein „Wäldchen“ (Forst Wehrbusch), das in Teilen zum Naturschutzgebiet Waldville gehört.

### Zuflüsse
| Stat. in km | Name               | GKZ     | Lage   | Länge in km | EZG in km² | MQ in l/s | Mündungshöhe in m ü. NHN |
| ----------- | ------------------ | ------- | ------ | ----------- | ---------- | --------- | ------------------------ |
| 004,70      | Wehrbuschgraben    | 2742742 | links0 | 001,1330    | 0001,150   | 0002,210  | 14400000                 |
| 002,30      | Heidenbendengraben | 2742744 | rechts | 003,8980    | 0008,0760  | 0009,240  | 14000000                 |